# 白云乡 (融水县)
白云乡，是中华人民共和国广西壮族自治区柳州市融水苗族自治县下辖的一个乡镇级行政单位。

## 行政区划
白云乡下辖以下地区：
田里村、白照村、枫木村、高兰村、邦阳村、龙岑村、公和村、荣帽村、瑶口村、大湾村、林城村、保江村和大坡村。